# Archivio storico comunale "Enrico Costa"
L'Archivio storico comunale “Enrico Costa” di Sassari, tutela i documenti prodotti dal Comune di Sassari nel corso dei secoli, dagli Statuti Sassaresi del 1300 sino agli atti con almeno quaranta anni di vita.
L’Archivio storico comunale di Sassari aderisce alla “Rete Sarda per gli Archivi”, promossa dalla Soprintendenza archivista per la Sardegna nell’ambito di “Archivissima 22”.
Negli archivi sono anche conservati documenti relativi alla forma della città, si stratta di disegni e immagini della forma urbana attraverso i piani urbanistici e di edifici pubblici, che costituiscono l’espressione dell’identità urbana.